# Elatostema multicanaliculatum
Elatostema multicanaliculatum là loài thực vật có hoa trong họ Tầm ma. Loài này được B.L.Shih & Yuen P.Yang mô tả khoa học đầu tiên năm 1995.